# Liga ACB 2002-03
La temporada 2002-03 de la Liga ACB fue la 21.ª edición de la competición, y enfrentó a 18 equipos en la liga regular, y después a los 8 mejores en el playoff, que ganó el FC Barcelona, que ganó en la final al Pamesa Valencia. Ambos equipos habían terminado la liga regular en primer y segundo lugar respectivamente.

## Liga regular

### Clasificación final
| Pos | Equipo                    | J  | G  | P  | PF   | PC   | Dif  |
| --- | ------------------------- | -- | -- | -- | ---- | ---- | ---- |
| 1   | FC Barcelona              | 34 | 27 | 7  | 2792 | 2588 | +204 |
| 2   | Pamesa Valencia           | 34 | 26 | 8  | 2815 | 2524 | +291 |
| 3   | Unicaja Málaga            | 34 | 24 | 10 | 2663 | 2567 | +96  |
| 4   | Adecco Estudiantes        | 34 | 23 | 11 | 2870 | 2605 | +265 |
| 5   | Auna Gran Canaria         | 34 | 21 | 13 | 2834 | 2713 | +121 |
| 6   | TAU Cerámica              | 34 | 18 | 16 | 2763 | 2665 | +98  |
| 7   | DKV Joventut Badalona     | 34 | 18 | 16 | 2849 | 2753 | +96  |
| 8   | CB Lucentum Alicante      | 34 | 18 | 16 | 2745 | 2716 | +29  |
| 9   | Leche Río Breogán         | 34 | 17 | 17 | 2769 | 2830 | -61  |
| 10  | Real Madrid CF            | 34 | 17 | 17 | 2667 | 2608 | +59  |
| 11  | Caprabo Lleida            | 34 | 16 | 18 | 2730 | 2819 | -89  |
| 12  | Caja San Fernando         | 34 | 16 | 18 | 2722 | 2687 | +35  |
| 13  | Ricoh Manresa             | 34 | 15 | 19 | 2692 | 2757 | -65  |
| 14  | Jabones Pardo Fuenlabrada | 34 | 14 | 20 | 2740 | 2881 | -141 |
| 15  | Casademont Girona         | 34 | 12 | 22 | 2623 | 2790 | -167 |
| 16  | Fórum Valladolid CB       | 34 | 11 | 23 | 2625 | 2789 | -164 |
| 17  | Cáceres CB                | 34 | 8  | 26 | 2683 | 2930 | -247 |
| 18  | CB Granada                | 34 | 5  | 29 | 2584 | 2944 | -360 |

|  | Campeón, Euroliga              |
|  | Clasificados para la Euroliga  |
|  | Clasificados para la Copa ULEB |
|  | Descienden a Liga LEB          |

J = Partidos Jugados; G = Partidos Ganados; P = Partidos perdidos; PF = Puntos a favor; PC = Puntos en contra

## Play Off por el título
|  | Cuartos de final        | Cuartos de final |                      |                  | Semifinales | Semifinales |  |                | Final | Final |  |
|  |                         |                  |                      |                  |             |             |  |                |       |       |  |
|  |                         |                  |                      |                  |             |             |  |                |       |       |  |
|  | 1 FC Barcelona          | 3                |                      |                  |             |             |  |                |       |       |  |
|  | 1 FC Barcelona          | 3                |                      |                  |             |             |  |                |       |       |  |
|  | 8 CB Lucentum Alicante  | 0                |                      |                  |             |             |  |                |       |       |  |
|  | 8 CB Lucentum Alicante  | 0                |                      | 1 FC Barcelona   | 3           |             |  |                |       |       |  |
|  |                         |                  |                      | 1 FC Barcelona   | 3           |             |  |                |       |       |  |
|  |                         |                  | 4 Adecco Estudiantes | 1                |             |             |  |                |       |       |  |
|  | 4 Adecco Estudiantes    | 3                | 4 Adecco Estudiantes | 1                |             |             |  |                |       |       |  |
|  | 4 Adecco Estudiantes    | 3                |                      |                  |             |             |  |                |       |       |  |
|  | 5 Auna Gran Canaria     | 0                |                      |                  |             |             |  |                |       |       |  |
|  | 5 Auna Gran Canaria     | 0                |                      |                  |             |             |  | 1 FC Barcelona | 3     |       |  |
|  |                         |                  |                      |                  |             |             |  | 1 FC Barcelona | 3     |       |  |
|  |                         |                  | 2 Pamesa Valencia    | 0                |             |             |  |                |       |       |  |
|  | 3 Unicaja Málaga        | 3                | 2 Pamesa Valencia    | 0                |             |             |  |                |       |       |  |
|  | 3 Unicaja Málaga        | 3                |                      |                  |             |             |  |                |       |       |  |
|  | 6 TAU Cerámica          | 2                |                      |                  |             |             |  |                |       |       |  |
|  | 6 TAU Cerámica          | 2                |                      | 3 Unicaja Málaga | 2           |             |  |                |       |       |  |
|  |                         |                  |                      | 3 Unicaja Málaga | 2           |             |  |                |       |       |  |
|  |                         |                  | 2 Pamesa Valencia    | 3                |             |             |  |                |       |       |  |
|  | 2 Pamesa Valencia       | 3                | 2 Pamesa Valencia    | 3                |             |             |  |                |       |       |  |
|  | 2 Pamesa Valencia       | 3                |                      |                  |             |             |  |                |       |       |  |
|  | 7 DKV Joventut Badalona | 0                |                      |                  |             |             |  |                |       |       |  |
|  | 7 DKV Joventut Badalona | 0                |                      |                  |             |             |  |                |       |       |  |
|  |                         |                  |                      |                  |             |             |  |                |       |       |  |

| Campeón de la Liga ACB 2002-03    |
| --------------------------------- |
| FC Barcelona Décimo tercer título |

## Cuadro de resultados
|                      | EST     | GCN    | CÁC    | CSF   | LLE    | GIR     | GRD    | LUC   | DKV    | FCB    | FOR   | FUE    | BRE    | PAM    | RMA    | MAN     | TAU    | UNI     |
| Adecco Estudiantes   | –       | 98−72  | 87−86  | 98−72 | 88−65  | 91−57   | 93−88  | 80−72 | 86−77  | 83−55  | 79−83 | 81−90  | 109−70 | 81−89  | 84−72  | 88−71   | 76−66  | 85−62   |
| Auna Gran Canaria    | 88−71   | –      | 80−63  | 83−79 | 92−82  | 85−66   | 99−72  | 85−67 | 97−94  | 92−97  | 95−71 | 83−63  | 98−78  | 79−85  | 77−66  | 82−57   | 80−74  | 83−81   |
| Cáceres CB           | 69−74   | 83−91  | –      | 88−80 | 77−85  | 71−64   | 91−80  | 97−93 | 84−76  | 73−84  | 78−83 | 77−79  | 69−71  | 80−83  | 82−92  | 82−75   | 78−102 | 103−111 |
| Caja San Fernando    | 85−72   | 76−59  | 79−76  | –     | 66−73  | 77−68   | 98−75  | 75−83 | 82−87  | 93−82  | 70−68 | 82−93  | 84−80  | 77−80  | 91−74  | 104−100 | 89−70  | 77−82   |
| Caprabo Lleida       | 91−78   | 84−89  | 79−82  | 78−69 | –      | 80−75   | 88−81  | 87−83 | 89−115 | 70−86  | 80−61 | 88−100 | 72−76  | 64−62  | 85−69  | 85−78   | 66−78  | 70−77   |
| Casademont Girona    | 80−88   | 100−96 | 93−80  | 73−80 | 77−86  | –       | 87−68  | 89−83 | 78−84  | 74−80  | 73−77 | 79−73  | 86−78  | 75−67  | 66−83  | 81−68   | 87−99  | 69−81   |
| CB Granada           | 93−89   | 86−83  | 61−65  | 77−89 | 69−73  | 59−62   | –      | 73−80 | 85−106 | 66−81  | 76−70 | 61−69  | 93−84  | 66−89  | 78−87  | 83−100  | 66−88  | 84−91   |
| CB Lucentum Alicante | 60−67   | 88−89  | 91−87  | 84−76 | 100−96 | 79−64   | 105−73 | –     | 70−85  | 85−75  | 79−77 | 87−81  | 89−85  | 82−71  | 83−70  | 82−51   | 70−65  | 76−70   |
| DKV Joventut         | 70−81   | 84−77  | 91−82  | 74−91 | 95−97  | 93−74   | 91−82  | 99−93 | –      | 74−77  | 80−72 | 94−73  | 68−59  | 68−89  | 74−78  | 99−80   | 73−74  | 70−63   |
| FC Barcelona         | 80−74   | 85−78  | 99−82  | 84−70 | 94−88  | 75−62   | 93−78  | 83−80 | 81−80  | –      | 84−75 | 93–47  | 81−72  | 67−68  | 92−91  | 89−83   | 70−62  | 65−68   |
| Fórum Valladolid CB  | 71−78   | 76−104 | 84−79  | 69−85 | 88−95  | 92−90   | 89−71  | 72−68 | 92−98  | 71−74  | –     | 73−83  | 78−67  | 79−100 | 75−80  | 78−71   | 86−78  | 73−74   |
| J. Pardo Fuenlabrada | 102−112 | 111−98 | 92−79  | 91−79 | 82−94  | 84−88   | 107−91 | 89−82 | 74−90  | 71−83  | 74−67 | –      | 90−94  | 73−82  | 75−101 | 72−65   | 84−82  | 78−95   |
| Leche Río Breogán    | 78−91   | 78−61  | 108−96 | 80−77 | 91−70  | 119−109 | 76−72  | 84−73 | 89−77  | 70−84  | 95−90 | 82−72  | –      | 88−77  | 88−78  | 111−112 | 70−69  | 78−79   |
| Pamesa Valencia      | 88−81   | 72−74  | 98−69  | 81−69 | 101−75 | 89−71   | 75−73  | 82−92 | 75−67  | 87−74  | 95−72 | 92−73  | 88−70  | –      | 77−76  | 94−72   | 78−65  | 68−69   |
| Real Madrid CF       | 59−84   | 72−75  | 91−58  | 59−72 | 89−66  | 76−78   | 84−88  | 86−64 | 74−71  | 75−83  | 80−70 | 82−75  | 77−81  | 74−87  | –      | 65−54   | 90−82  | 68−58   |
| Ricoh Manresa        | 79−72   | 92−73  | 91−75  | 75−71 | 81−68  | 84−57   | 86−66  | 88−90 | 101−96 | 73−71  | 90−76 | 83−82  | 91−81  | 77−68  | 72−73  | –       | 70−93  | 62−73   |
| TAU Cerámica         | 87−94   | 94−81  | 85−65  | 88−80 | 84−81  | 84−79   | 95−77  | 86−56 | 81−75  | 98−108 | 82−84 | 90−76  | 81−70  | 74−92  | 78−96  | 92−84   | –      | 63−64   |
| Unicaja Málaga       | 78−77   | 68−56  | 98−77  | 83−78 | 86−80  | 81−92   | 81−73  | 79−76 | 73−74  | 75−83  | 84−83 | 72−62  | 89−68  | 78−86  | 85−80  | 85−76   | 70−74  | –       |

## Nominaciones

### MVP de la Temporada
| Posición | Jugador         | Equipo                    |
| -------- | --------------- | ------------------------- |
| Alero    | Walter Herrmann | Jabones Pardo Fuenlabrada |

### MVPde la final
| Posición | Jugador              | Equipo       |
| -------- | -------------------- | ------------ |
| Base     | Šarūnas Jasikevičius | FC Barcelona |

### Jugador de la jornada
| Jornada | Jugador          | Equipo                    | Valoración |
| ------- | ---------------- | ------------------------- | ---------- |
| 1       | Alberto Angulo   | Caprabo Lleida            | 37         |
| 2       | Éric Struelens   | Casademont Girona         | 32         |
| 3       | Andrés Guibert   | Fórum Valladolid CB       | 32         |
| 4       | Roberto Dueñas   | FC Barcelona              | 32         |
| 5       | Maceo Baston     | DKV Joventut Badalona     | 27         |
| 5       | Walter Herrmann  | Jabones Pardo Fuenlabrada | 27         |
| 5       | Nikola Radulović | DKV Joventut Badalona     | 27         |
| 6       | Francisco Elson  | Caja San Fernando         | 46         |
| 7       | Veljko Mršić     | Casademont Girona         | 41         |
| 8       | Luis Scola       | TAU Cerámica              | 39         |
| 9       | Dejan Tomašević  | Pamesa Valencia           | 47         |
| 10      | Walter Herrmann  | Jabones Pardo Fuenlabrada | 34         |
| 10      | Lou Roe          | CB Lucentum Alicante      | 34         |
| 11      | Andrés Nocioni   | TAU Cerámica              | 45         |
| 12      | Lou Roe          | CB Lucentum Alicante      | 48         |
| 13-14   | Felipe Reyes     | Adecco Estudiantes        | 37         |
| 15      | Dejan Tomašević  | Pamesa Valencia           | 34         |
| 16      | Walter Herrmann  | Jabones Pardo Fuenlabrada | 38         |
| 17      | Berni Hernández  | Jabones Pardo Fuenlabrada | 34         |
| 18      | Bud Eley         | Auna Gran Canaria         | 33         |
| 19      | Harper Williams  | Ricoh Manresa             | 29         |
| 20      | Sérgio Ramos     | Caprabo Lleida            | 44         |
| 21      | Harper Williams  | Ricoh Manresa             | 35         |
| 22      | Óscar Yebra      | Fórum Valladolid CB       | 35         |
| 23-24   | Walter Herrmann  | Jabones Pardo Fuenlabrada | 36,5       |
| 25      | Walter Herrmann  | Jabones Pardo Fuenlabrada | 38         |
| 26      | Felipe Reyes     | Adecco Estudiantes        | 48         |
| 27      | Larry Lewis      | Auna Gran Canaria         | 36         |
| 28      | Laurent Foirest  | TAU Cerámica              | 31         |
| 29      | Walter Herrmann  | Jabones Pardo Fuenlabrada | 40         |
| 30      | Adam Keefe       | Adecco Estudiantes        | 31         |
| 31-32   | Lou Roe          | CB Lucentum Alicante      | 35         |
| 33-34   | Hurl Beechum III | Cáceres CB                | 32,5       |

### Jugador del mes
| Mes       | Jornadas | Jugador         | Equipo                    | Valoración |
| --------- | -------- | --------------- | ------------------------- | ---------- |
| Octubre   | 2-5      | Javi Rodríguez  | Leche Río Breogán         | 22,8       |
| Noviembre | 6-9      | Francisco Elson | Caja San Fernando         | 25,5       |
| Diciembre | 10-14    | Lou Roe         | CB Lucentum Alicante      | 30,8       |
| Enero     | 15-17    | Walter Herrmann | Jabones Pardo Fuenlabrada | 26         |
| Febrero   | 18-20    | Fabricio Oberto | Pamesa Valencia           | 23,7       |
| Marzo     | 21-26    | Walter Herrmann | Jabones Pardo Fuenlabrada | 30,5       |
| Abril     | 27-31    | Walter Herrmann | Jabones Pardo Fuenlabrada | 29         |
| Mayo      | 32-34    | Lou Roe         | CB Lucentum Alicante      | 32         |

## Datos de los clubes
| Equipo                    | Entrenador           | Ciudad                     | Pabellón                             | Aforo  |
| ------------------------- | -------------------- | -------------------------- | ------------------------------------ | ------ |
| Adecco Estudiantes        | Pepu Hernández       | Madrid                     | Palacio de Vistalegre                | 15.000 |
| Auna Gran Canaria         | Pedro Martínez       | Las Palmas de Gran Canaria | Centro Insular de Deportes           | 5.200  |
| Cáceres CB                | Manolo Hussein       | Cáceres                    | Pabellón Multiusos Ciudad de Cáceres | 6.500  |
| Caja San Fernando         | Gustavo Aranzana     | Sevilla                    | Palacio de Deportes San Pablo        | 7.626  |
| Caprabo Lleida            | Edu Torres           | Lérida                     | Pavelló Barris Nord                  | 5.100  |
| Casademont Girona         | Juan Llaneza         | Gerona                     | Pavelló Girona-Fontajau              | 5.500  |
| CB Granada                | Sergio Valdeolmillos | Granada                    | Municipal de Granada                 | 7.358  |
| CB Lucentum Alicante      | Julio Lamas          | Alicante                   | Centro de Tecnificación              | 5.696  |
| DKV Joventut Badalona     | Manel Comas          | Badalona                   | Pabellón Olímpico de Badalona        | 12.500 |
| FC Barcelona              | Svetislav Pešić      | Barcelona                  | Palau Blaugrana                      | 7.585  |
| Fórum Valladolid CB       | Luis Casimiro        | Valladolid                 | Polideportivo Pisuerga               | 6.300  |
| Jabones Pardo Fuenlabrada | Óscar Quintana       | Fuenlabrada                | Pabellón Fernando Martín             | 5.700  |
| Leche Río Breogán         | Andreu Casadevall    | Lugo                       | Pazo Provincial Dos Deportes         | 6.500  |
| Pamesa Valencia           | Paco Olmos           | Valencia                   | Pabellón Fuente de San Luis          | 9.000  |
| Real Madrid CF            | Javier Imbroda       | Madrid                     | Pabellón Raimundo Saporta            | 5.200  |
| Ricoh Manresa             | Ricard Casas         | Manresa                    | Pavelló Nou Congost                  | 5.000  |
| TAU Cerámica              | Duško Ivanović       | Vitoria                    | Fernando Buesa Arena                 | 9.693  |
| Unicaja Málaga            | Božidar Maljković    | Málaga                     | Palacio José María Martín Carpena    | 10.233 |

### Cambios de entrenadores
| Jda. | Club                | Entrenador saliente | Fecha del cese          | Reemplazado por      |
| ---- | ------------------- | ------------------- | ----------------------- | -------------------- |
| 12   | Fórum Valladolid CB | Jesús Mulero        | 20 de diciembre de 2002 | Luis Casimiro        |
| 18   | Casademont Girona   | Trifón Poch         | 7 de febrero de 2003    | Juan Llaneza         |
| 24   | CB Granada          | Antonio Gómez Nieto | 21 de marzo de 2003     | Sergio Valdeolmillos |

### Equipos por comunidades autónomas
| Comunidad autónoma   | N.º | Equipos                                                                                |
| -------------------- | --- | -------------------------------------------------------------------------------------- |
| Cataluña             | 5   | Caprabo Lleida, Casademont Girona, DKV Joventut Badalona, FC Barcelona y Ricoh Manresa |
| Andalucía            | 3   | Caja San Fernando, CB Granada y Unicaja Málaga                                         |
| Comunidad de Madrid  | 3   | Adecco Estudiantes, Jabones Pardo Fuenlabrada y Real Madrid CF                         |
| Comunidad Valenciana | 2   | CB Lucentum Alicante y Pamesa Valencia                                                 |
| Castilla y León      | 1   | Fórum Valladolid CB                                                                    |
| Extremadura          | 1   | Cáceres CB                                                                             |
| Galicia              | 1   | Leche Río Breogán                                                                      |
| Canarias             | 1   | Auna Gran Canaria                                                                      |
| País Vasco           | 1   | TAU Cerámica                                                                           |

### Jugadores por nacionalidades
| País de origen       | N.º | Listado |
| -------------------- | --- | --- |
| España               | 114 | Ver tabla |
| Estados Unidos       | 55  | Danya Abrams, Jerome Allen, Derrick Alston, Maceo Baston, Hurl Beechum III, Elmer Bennett, Anthony Bonner, A.J. Bramlett, Corey Brewer, Louis Bullock, Paul Burke, Brian Cardinal, Devin Davis, Bill Edwards, Bud Eley, Tyrone Ellis, Rashard Griffith, Michael Hawkins, Bernard Hopkins, Mike Iuzzolino, Sydney Johnson, Adam Keefe, Jason Klein, Chuck Kornegay, Jay Larrañaga, Danny Lewis, Larry Lewis, Bobby Martin, M.C. Mazique, Amal McCaskill, Ryan Mendez, Jim Moran, Gabe Muoneke, Norman Nolan, Andy Panko, Andrae Patterson, Lou Roe, Johnny Rogers, Michael Ruffin, Bryan Sallier, Matt Santangelo, Casey Schmidt, Richard Scott, Glenn Sekunda, Paul Shirley, Lewis Sims, Reggie Slater, Jabari Smith, Deon Thomas, Kevin Thompson, Jerod Ward, Harper Williams, John Williams, David Wood y Michael Wright |
| Argentina            | 16  | Víctor Baldo, Ariel Eslava, Juan Alberto Espil, Gabriel Fernández, Walter Herrmann, Hernán Jasen, Federico Kammerichs, Alejandro Montecchia, Andrés Nocioni, Fabricio Oberto, Leandro Palladino, Pablo Prigioni, Jorge Racca, Luis Scola, Lucas Victoriano y Rubén Wolkowyski |
| Francia              | 13  | Jim Bilba, Alain Digbeu, Stéphane Dumas, Laurent Foirest, Thierry Gadou, Joseph Gomis, Christophe Humbert, Mehdi Labeyrie, Bill Phillips, Stéphane Risacher, Moustapha Sonko, Frédéric Weis y Thierry Zig. |
| Croacia              | 6   | Veljko Mršić, Damir Mulaomerović, Velimir Perasović, Nikola Radulović, Mario Stojić y Žan Tabak |
| R. F. de Yugoslavia  | 6   | Dejan Bodiroga, Milan Gurović, Nikola Lončar, Vladimir Petrović, Dragan Tarlać y Dejan Tomašević |
| Italia               | 3   | Alessandro Abbio, Fabrizio Ambrassa y Alessandro De Pol |
| Alemania             | 2   | Patrick Femerling y Ademola Okulaja |
| Grecia               | 2   | Panagiotis Liadelis y Giorgos Sigalas |
| Lituania             | 2   | Šarūnas Jasikevičius y Donatas Slanina |
| Países Bajos         | 2   | Francisco Elson y Remon Van de Hare |
| Polonia              | 2   | Maciej Lampe y Adam Wójcik |
| Bélgica              | 1   | Éric Struelens |
| Brasil               | 1   | Anderson Varejão |
| Cuba                 | 1   | Andrés Guibert |
| Eslovenia            | 1   | Gregor Fučka |
| Finlandia            | 1   | Hanno Möttölä |
| Nigeria              | 1   | Souley Drame |
| Panamá               | 1   | Rubén Garcés |
| Portugal             | 1   | Sérgio Ramos |
| Reino Unido          | 1   | Darren Phillip |
| República Dominicana | 1   | Alexis Montas |
| Ucrania              | 1   | Grigorij Khizhnyak |

### Jugadores españoles por comunidad
| Comunidad            | N.º | Listado |
| -------------------- | --- | --- |
| Cataluña             | 35  | Berni Álvarez, Manel Bosch, César Bravo, Salva Camps, Pere Capdevila, Jaume Comas, Toni Espinosa, Roger Esteller, Miquel Feliu, Xavi Fernández, Dani García, Roger Grimau, Rafael Jofresa, Oriol Junyent, Ferran Laviña, Joffre Lleal, Jordi Llorens, Ferran López, Héctor Manzano, Carles Marco, Jordi Millera, Román Montañez, Quique Moraga, Álex Mumbrú, Juan Carlos Navarro, Albert Oliver, Joan Peñarroya, Xavier Puyada, César Sanmartín, Jordi Singla, Francesc Solana, Berni Tamames, Jordi Trias, Xavier Vallmajó y Sergi Vidal |
| Comunidad de Madrid  | 25  | José Miguel Antúnez, Nacho Azofra, David Brabender, Antonio Bueno, Rodrigo de la Fuente, Roberto Dueñas, Juan Ignacio Elizagaray, Alex Escudero, Héctor García, Óscar González, Mike Hansen, Eduardo Hernández-Sonseca, Alberto Herreros, Carlos Jiménez, José López Varela, Paco Martín, Gonzalo Martínez, Raúl Mena, Andrés Miso, Roberto Núñez, José Antonio Paraíso, Guillermo Rejón, Pedro Robles, Quique Suárez y Rafael Vidaurreta                                                                                                 |
| Andalucía            | 15  | Carlos Cabezas, Carlos Cherry, Germán Gabriel, Jesús Lázaro, Juan Carlos Liñán, David Mesa, Raúl Pérez, Alfonso Reyes, Felipe Reyes, Berni Rodríguez, Nacho Rodríguez, Daniel Romero, Sergio Sánchez, Ernesto Serrano, Manuel Valdivieso |
| Comunidad Valenciana | 6   | Alfonso Albert, Jesús Fernández, Salva Guardia, Víctor Luengo, Juan Antonio Orenga y Nacho Rodilla |
| Canarias             | 6   | Carlos Cazorla, Roberto Guerra, Ricardo Guillén, Berni Hernández, Juan Manuel Rodríguez y Ángel Santana |
| Aragón               | 5   | Alberto Angulo, Lucio Angulo, Nacho Biota, Jesús Cilla y Nacho Ordín |
| Galicia              | 5   | Jesús Castro, José Ramón Esmorís, Manu Gómez, Javi Rodríguez y Fran Vázquez |
| Cantabria            | 4   | David Doblas, Ricardo González, Jacobo Odriozola y Fernando San Emeterio |
| Castilla y León      | 4   | Asier García, Nacho Martín, Álvaro Palacios y Óscar Yebra |
| Extremadura          | 3   | José Manuel Calderón, Iván Corrales y Juan Sanguino |
| Islas Baleares       | 2   | Alfons Alzamora y Paco Vázquez |
| País Vasco           | 2   | Iker Iturbe y Pablo Laso |
| Región de Murcia     | 2   | Pedro Fernández y Fran Murcia |